# El Fresno (Guerrero)
El Fresno es una localidad del estado mexicano de Guerrero. Es parte del municipio de Chilpancingo de los Bravo.

## Demografía
| Gráfica de evolución demográfica |
|                                  |

| Censo | Población |
| ----- | --------- |
| 1900  | 84        |
| 1910  | 101       |
| 1921  | 124       |
| 1930  | 178       |
| 1940  | 226       |
| 1950  | 327       |
| 1960  | 375       |
| 1970  | 478       |
| 1980  | 463       |
| 1990  | 761       |
| 2000  | 913       |
| 2010  | 1 107     |
| 2020  | 1 231     |